# Hans Binder
Hans Binder (n. 12 iunie 1948) este un fost pilot austriac de Formula 1 care a evoluat în Campionatul Mondial între anii 1976 și 1978.